# Hügelpark (Essen)

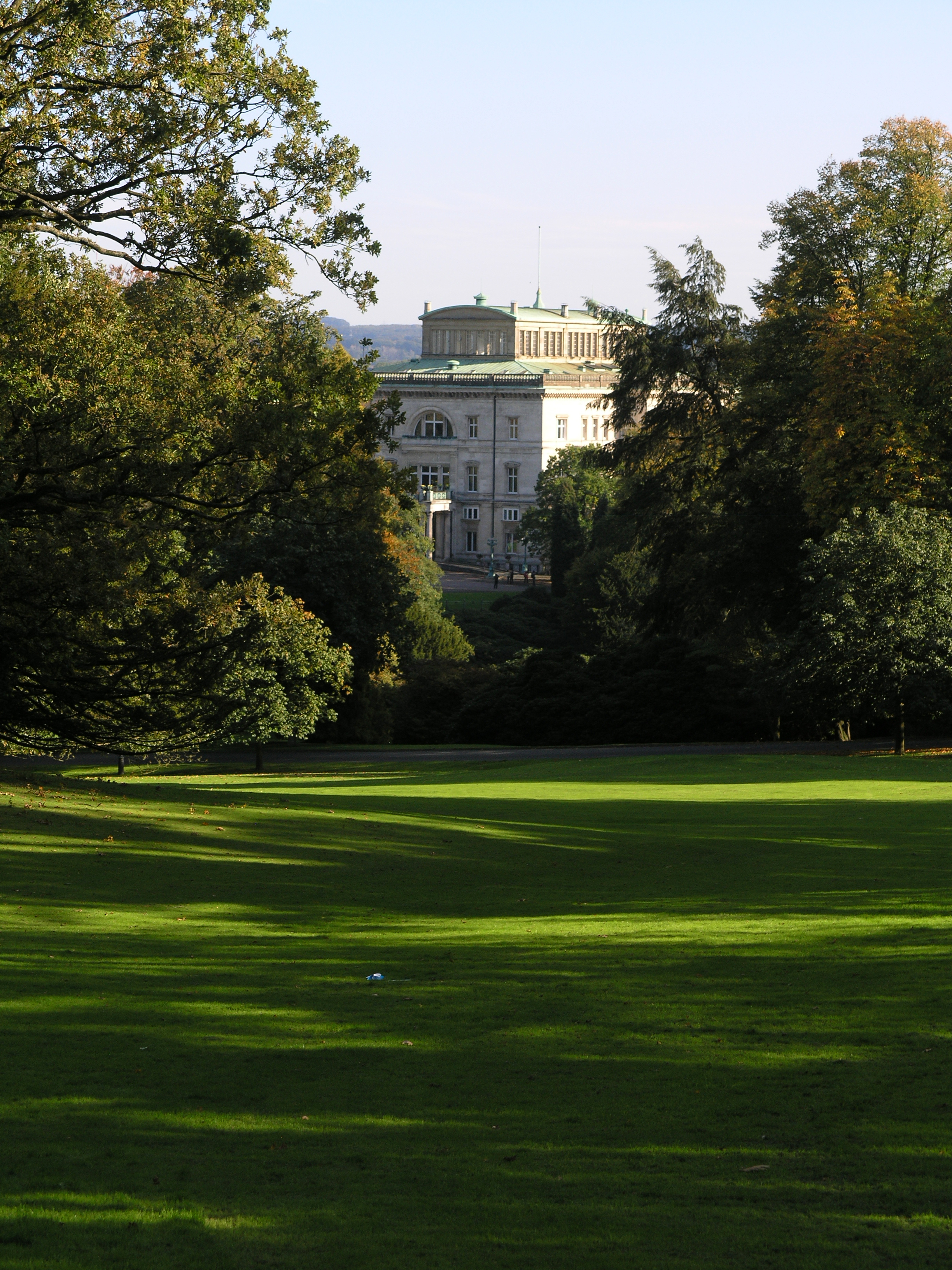
Teil des Hügelparks mit Blick auf die Villa Hügel

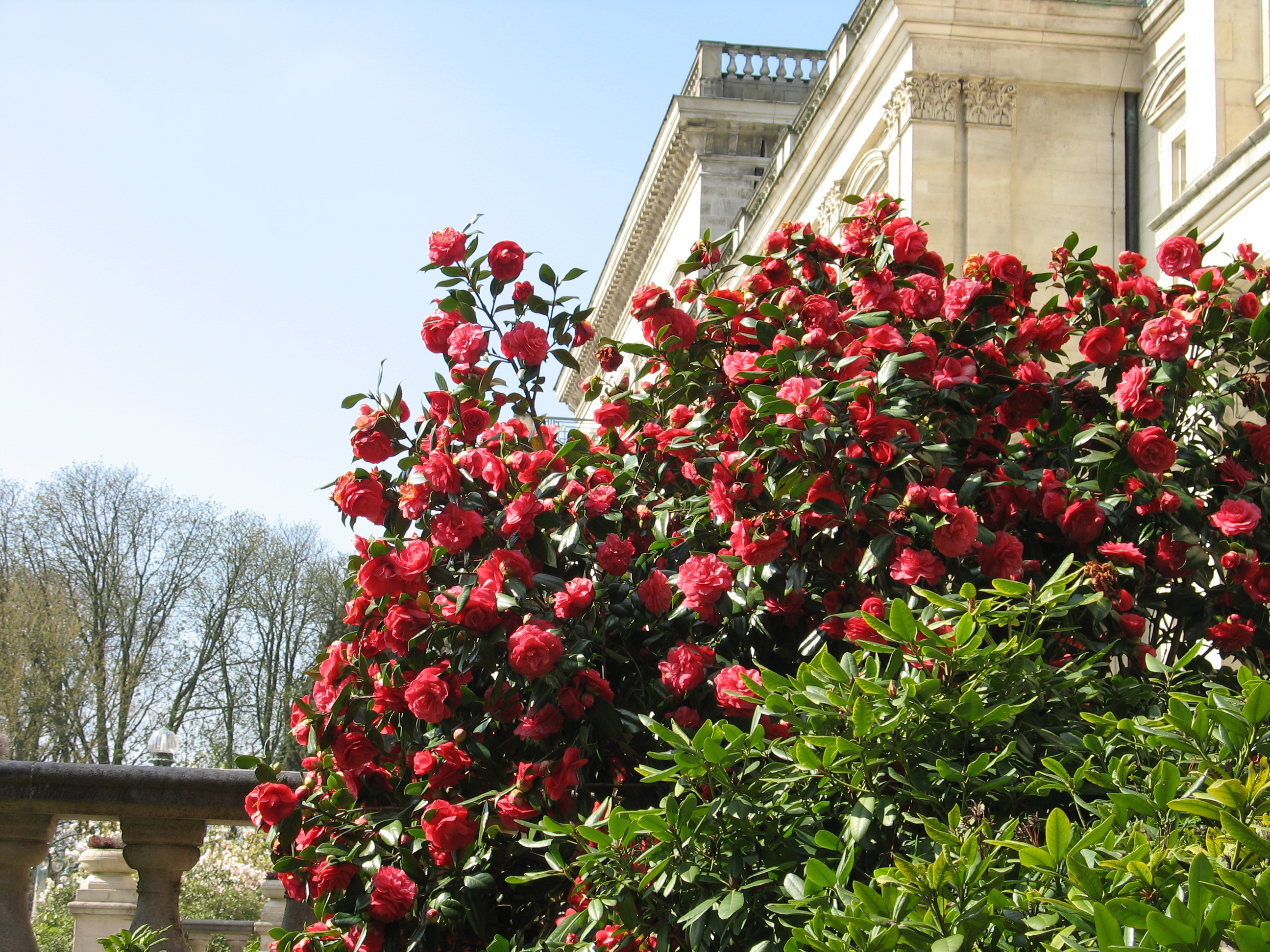
Kamelie im Hügelpark

Der Hügelpark ist die zur Villa Hügel gehörige, 40 Hektar große Parkanlage im Essener Stadtteil Bredeney, die der Industrielle Alfred Krupp ab 1869 plante und errichten ließ.

## Geschichte und Charakter
Ursprünglich war bei der Anlage des Parks eine Zusammenarbeit mit einem renommierten Gartenarchitekten vorgesehen. Im Gespräch waren Joseph Clemens Weyhe und Johann Heinrich Gustav Meyer. Mit keinem der beiden kam ein Vertrag zustande. Stattdessen wurden die Vorstellungen Alfred Krupps durch seinen Obergärtner Friedrich Bete umgesetzt.
Es war eine Verbindung zwischen dem Angenehmen und dem Nützlichen vorgesehen. So sollte er auf der einen Seite der Repräsentation und der Erholung dienen, auf der Anderen war geplant, das Personal mit landwirtschaftlichen Erzeugnissen zu versorgen. Von dem ursprünglich 127 bis 153 Hektar umfassenden Areal der Villa waren rund 13 bis 15 Hektar für die Landwirtschaft vorgesehen.
Unmittelbar um die Villa waren, mit Ausnahme des nördlichen Bereiches, Garten- und Parkanlagen vorgesehen. Die Nutzflächen sollten sich an diese anschließen. Nach den Vorstellungen von Alfred Krupp sollten sich im Park Wohnungen, Stallungen, Grotten, Treibhäuser, Brunnen, eine Reitbahn, Höfe, Gartenanlagen, ein Wasserdruckwerk, Springbrunnen, Kaskaden, Fischteiche, ein Wildpark, Viadukte, Brücken, Pferde- und Viehweiden befinden. Nachdem Krupp Brachewitz die Verantwortungen für die Planung der Villa immer mehr entzog, sollte er die Planungen für die Gebäude im Außenbereich übernehmen. Für die Ausführung war er nicht vorgesehen. Krupp sagte dazu, dass er: „nicht aber mit der Ausführung, weil das gar nicht sein Fach ist, wie ich mich vollständig überzeugt habe und wovon ihm gegenüber auch kein Hehl zu machen ist.“ Ihm zur Seite sollte Johann Heinrich Gustav Meyer gestellt werden, von dem allerdings nur drei Zeichnungen für das Gewächshaus angefertigt wurden.
So entstanden nach den Ideen von Alfred Krupp und Brachewitz sowie Bete Skizzen für eine Parkanlage südlich des Hauptgebäudes. Er bestand aus zwei Ebenen, welche von einem Park umgeben waren. Die obere Terrasse entstand aus dem Bodenaushub, welcher beim Bau der Villa anfiel. Diese Ebene war von einer Futtermauer eingefasst und sollte mit geometrisch angeordneten Baumpflanzungen und einem Teich gestaltet werden. Anfängliche Skizzen dieser Mauer hinterließen, besonders durch die beiden Wehrtürme an den Ecken, den Eindruck einer Festungsmauer. Der zweite Entwurf wurde mit einer Pergola und dem Eingang zum Weinkeller einschließlich Sitzgelegenheit aufgelockert.
1869 fertigten Brachewitz und Bete die erste Planung für diese beiden Terrassen an. Die Flächen bestanden zu weiten Teilen aus Rasen und wurden durch geschwungenen Wege mit Nischen für Statuen und Sitzbänke durchzogen. In der Mitte der Quermauer befand sich das Stibadium. Dahinter schloss sich der die obere Ebene umfassende Laubengang an. Unterhalb des Stibadiums war eine Grotte vorgesehen.
Ein weiterer Entwurf wurde 1870 angefertigt. Der Erholungsbereich war hier, entgegen der des ersten Planes, auf den unteren Bereich beschränkt. Der obere Bereich wurde geometrisch gestaltet und enthielt drei rechteckige Beete.
Der endgültige Entwurf beinhaltete ebenfalls die Aufteilung der oberen Ebene in drei rechteckige Teile. Jedoch wurden diese jetzt von einem breiten Weg gequert. Der geplante Teich entfiel aufgrund der hohen Kosten und des schlechten Untergrunds.
Zum Zeitpunkt des Baus der Villa Hügel war das Areal eine kahle Anhöhe mit Wiesen, Weiden und Ackerflächen. Dies entsprach allerdings nicht den Vorstellungen Alfred Krupps von seinem künftigen Wohnsitz. Um den Eindruck eines Waldes noch zu seinen Lebzeiten zu bekommen, wurden zahlreiche größere Bäume eingepflanzt. Krupps Wunsch war es „etwa 50 jährige … große, ältere Bäume … zuvörderst Buchen, Eichen, Linden, Platanen, Tannen, Fichten“ anzupflanzen. Zu diesem Zweck schickte er einen Angestellten nach Paris, um sich über den Bau eines neuen Boulevard zu informieren, wo erfolgreich Bäume diesen Alters eingepflanzt worden waren. Krupp ließ rund einhundert Bäume aus Mülheim an der Ruhr und Gelsenkirchen einpflanzen. Heute noch erhalten sind der Platanenhain am westlichen Hang unterhalb der Terrasse, die Buchen am ehemaligen Reitweg und die Rhododendren in der Schlucht.
Auf der oberen Terrasse war ein Quadrat mit 7 mal 7 Linden vorgesehen. Diese ersetzten das Arrangement von 4 mal 5 Linden, welche den ursprünglich geplanten Teich umschlossen. An diese Fläche schlossen sich beidseitig Beete an. Westlich schloss sich dann eine Rasenfläche an, welche mit kugelförmigen Buchsbäumen und Araukarien eingefasst wurde. Der Laubengang, welcher die obere Terrasse umfasst, wurde von Nadelgehölzen, Buchsbäumen, Lebensbäumen und Eiben umschlossen. Die untere Terrasse bestand zu weiten Teilen aus Rasen, Ziergräsern und Laubbaumbeständen. Bei den Bäumen handelte es sich um Buchen und Linden.
Die Wege waren ausschließlich als Kieswege ausgeführt. Zudem befanden sich zahlreiche Sitzmöbel, Skulpturen, Lampen und Vasen über den gesamten Bereich des Parks verteilt. 1883 war der Park in dieser Form fertiggestellt.
Während unter Alfred Krupp hauptsächlich einheimische Pflanzen den Weg in den Park fanden, änderte sich dies nach seinem Tod 1887. Unter seinem Sohn Friedrich Alfred Krupp, und später Bertha Krupp von Bohlen und Halbach, wandelte sich ab 1888 der Park mehr und mehr zu einem Repräsentationsobjekt. So wurden zunehmend seltene und exotische Pflanzen eingesetzt, wie die Anlage einer Orchideenzucht unter dem Nachfolger Betes, Friedrich Veerhoff, zeigt. Bis zur Versetzung nach Shanghai war im Park ab 1896 das Li-Hongzhang-Denkmal aufgestellt.
Der heutige Hügelpark befindet sich nicht mehr in seinem ursprünglichen Zustand. Zum 150. Jubiläum der Friedrich Krupp AG 1961 wurde die Anlage umfassend nach Vorbild eines Englischen Gartens umgestaltet. Die zwei unterschiedlichen Ebenen im Bereich südlich der Villa sind heute nicht mehr zu erkennen. Dieser Bereinigung fielen auch die künstlichen Wasserläufe und Quellen zum Opfer. Von den insgesamt über 50 Gebäuden auf dem Gelände der Villa Hügel sind neben dem Haupthaus nur noch die drei Portiergebäude, das Gäste- und das Spatzenhaus erhalten geblieben.
Die Parkanlage, verwaltet von der Alfried Krupp von Bohlen und Halbach-Stiftung, ist eingebunden in das European Garden Heritage Network. Sie ist heute öffentlich zugänglich. Seit 2008 wird eine generelle Eintrittsgebühr erhoben, die auch den Besuch der Villa Hügel einschließt.